# Номерні знаки Андорри

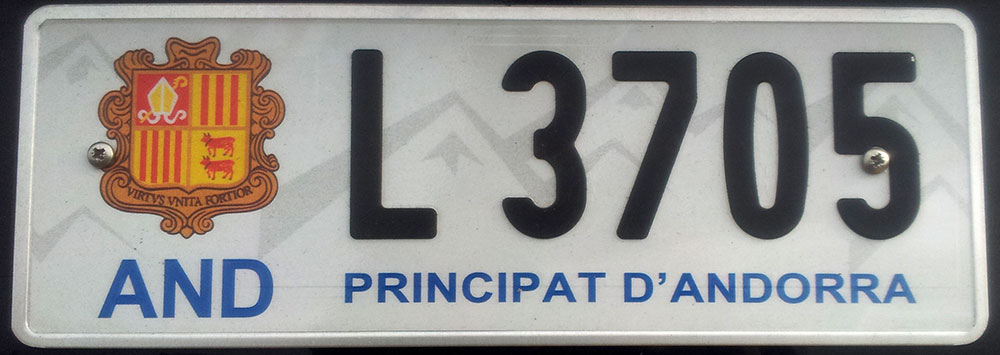
Номерний знак чинного зразка (з 2011 року).

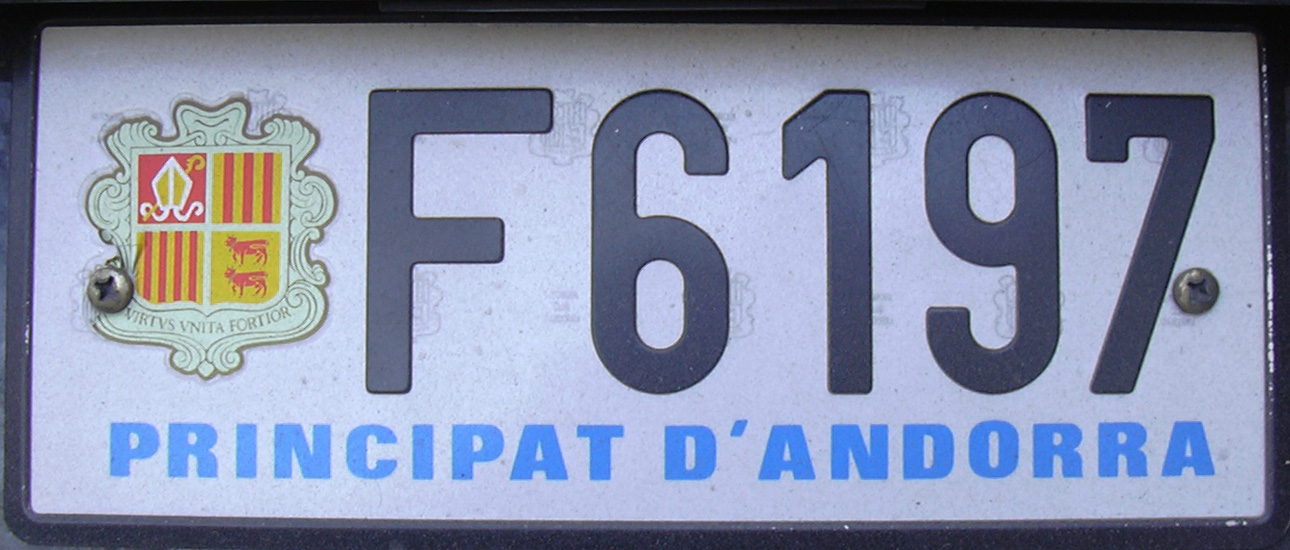
Номерний знак зразка 1989-2011 років.

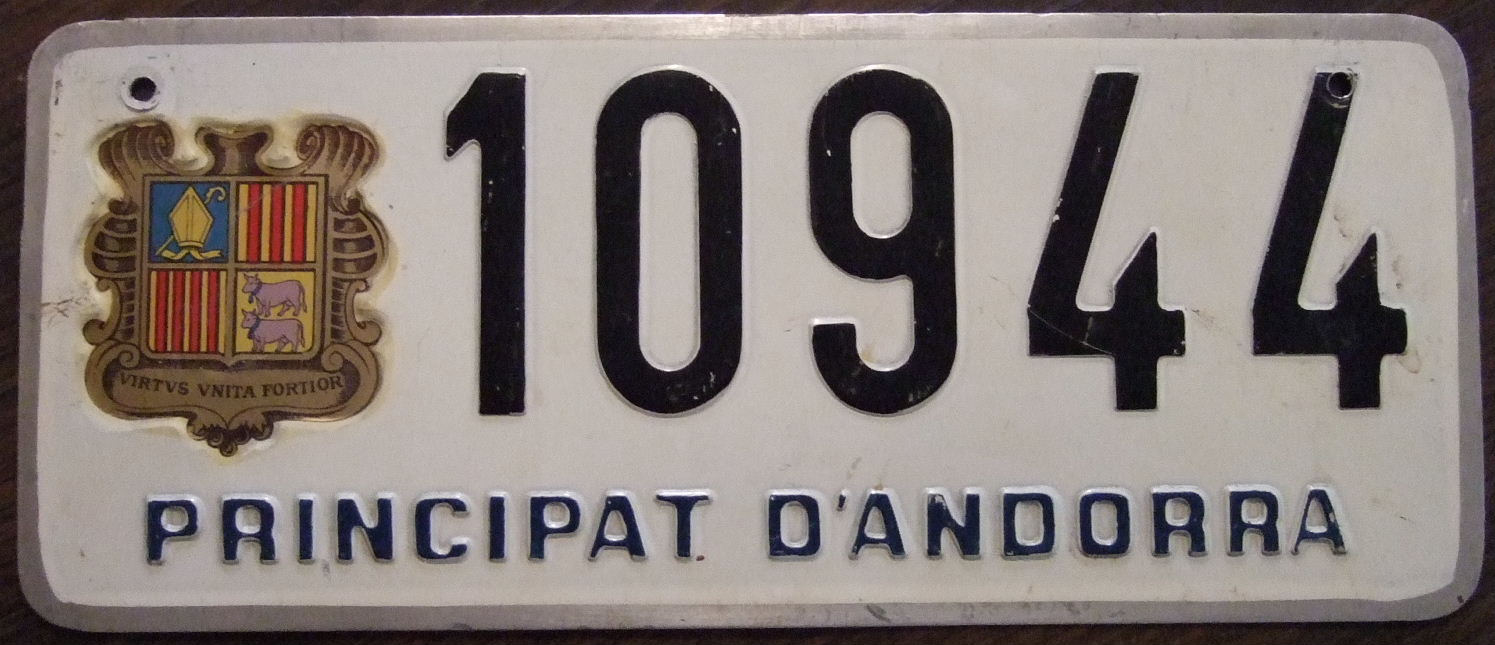
Знак 1970-х років.

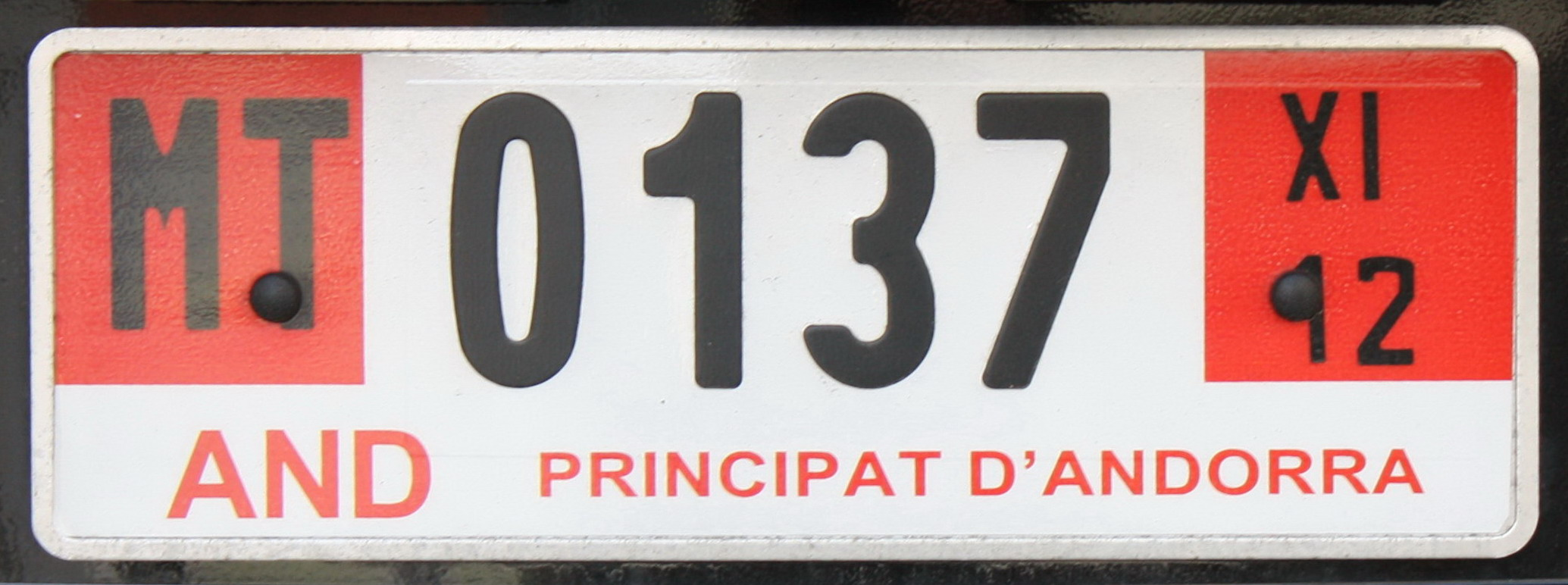
Тимчасовий знак.

Автомобільні номерні знаки Андорри використовуються для реєстрації транспортних засобів у Андорри. Вони використовуються для перевірки законності використання, наявності страхування та ідентифікації транспортних засобів.
Номерні знаки мають біле тло з чорними символами і місять одну літеру та чотири цифи (наприклад, A1234), герб та код країни (AND) ліворуч пластини та напис «Principat d'Andorra» у нижній частині синім шрифтом.
Чинний зразок номера від 2011 року містить міжнародний код країни у лівій частині під гербом.

## Спеціальні
- MT — тимчасовий знак (Matrícula Temporal). Білий з червоними полями та чорними символами. Має термін дії.
- PROVA — дилерський знак. Зелений з червоними символами. З префіксом «PROVA».
- X nnn X — дипломатичний. Містить одну літеру, три цифри та одну літеру в кінці. Біле тло з блакитними символами.
- VEHICLES ESPECIALS — спеціальний. Містить 3 цифри. Червоне тло з білими символами.
- Державні транспортні засоби містять знаки тільки з прапором Андорри без герба та інших символів.